# La Llave de Plata
La Llave de Plata es el nombre castellano del sello editorial La Clef d'Argent, una microeditorial francesa creada en 1987, que se dedica a publicar literatura fantástica, ciencia ficción y fantasía.
La Clef d'Argent publica en francés ficciones contemporáneas (Jean-Pierre Andrevon, Jonas Lenn, Roland Fuentes) y ensayos (William Schnabel, Lionel Dupuy), relatos clásicos ingleses en francés (Arthur C. Clarke, Clark Ashton Smith, George Sylvester Viereck) y obras francesas olvidadas del mismo género (Édouard Ganche, Gabriel Bertin, Charles de Coynart, Théo Varlet, Gabriel de Lautrec). 
Desde 2011, publica también libros en castellano.

## Libros publicados en castellano
- Lenn, Jonas (2011). El mausoleo de carne. ISBN 978-2-908254-89-1.